# Orion (raketový stupeň)

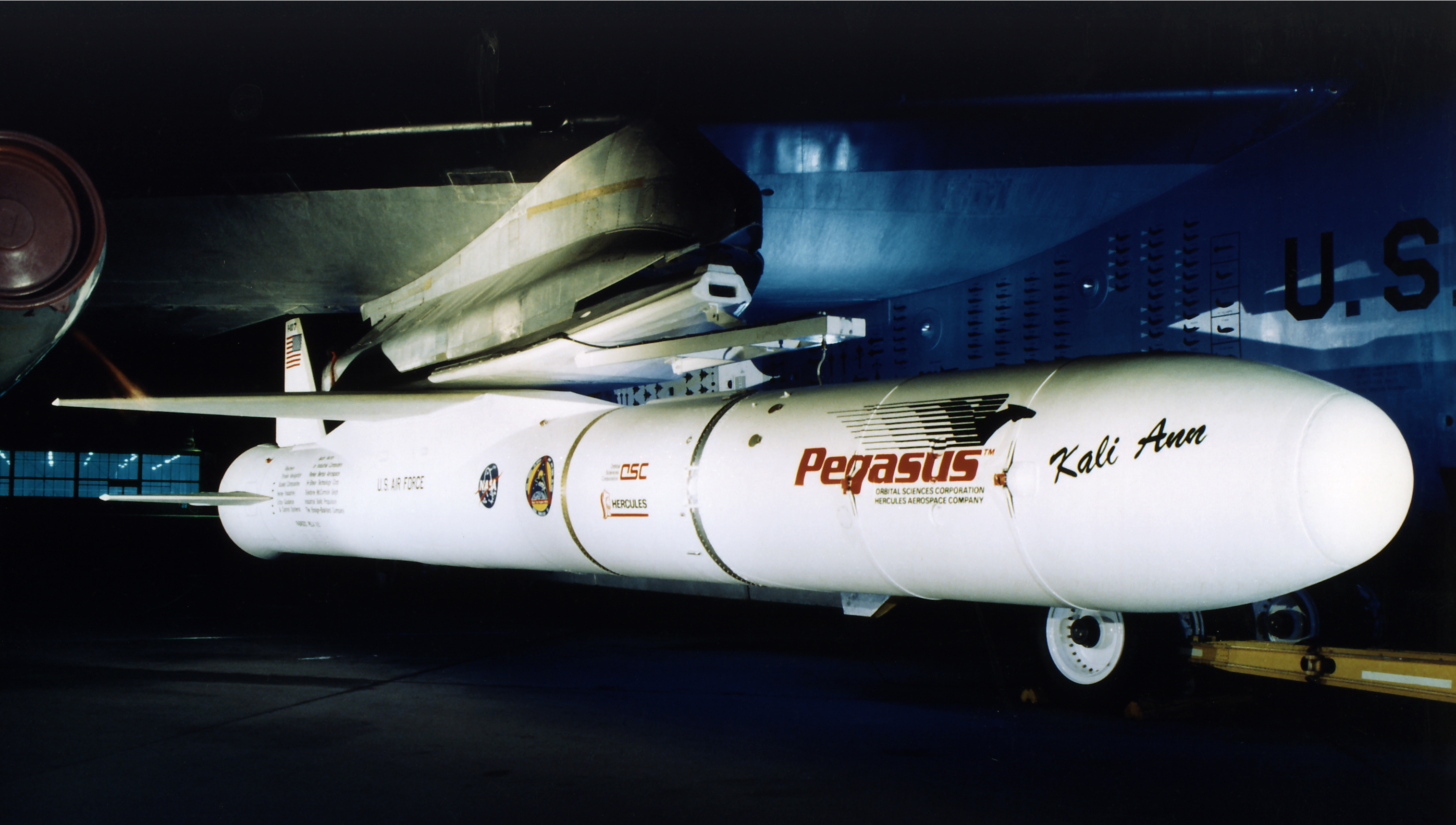
Detail rakety Pegasus zavěšené pod křídlem letounu B-52 (NASA, Dryden Flight Research Center, Edwards, Kalifornie).

Orion je série amerických raketových stupňů na tuhá paliva. Byly vyvinuty a vyráběny firmou Alliant Techsystems (nyní Northrop Grumman Innovation Systems). Původně byly vyvinuty pro první tři stupně rakety Pegasus, která vzlétla poprvé v roce 1990. Orion je dostupný v několika konfiguracích pro různé účely. Všechny stupně v této rodině používají jako palivo mix QDL-1, HTPB a 19 % hliníku s výjimkou vyvíjeného Orion 32, který použije QDL-2, HTPB a 20 % hliníku.

## Verze
| Stupeň                | Orion 38                                                                                              | Orion 50 (50T)        | Orion 50S             | Orion 50S XL             | Orion 50ST               | Orion 50S XLT           | Orion 50S XLG             | Orion 50 XL (50 XLT)                                                      |
| --------------------- | --- | --------------------- | --------------------- | ------------------------ | ------------------------ | ----------------------- | ------------------------- | ------------------------------------------------------------------------- |
| Průměr                | 96,5 cm                                                                                               | 127 cm                | 127 cm                | 127 cm                   | 127 cm                   | 127 cm                  | 127 cm                    | 127 cm                                                                    |
| Délka                 | 134 cm                                                                                                | 266,7 cm              | 886,5 cm              | 1026 cm                  | 845,8 cm                 | 988 cm                  | 945 cm                    | 310 cm                                                                    |
| Plná hmotnost         | 892 kg                                                                                                | 3369 kg               | 13 405 kg             | 16 173 kg                | 13 405 kg                | 16 181 kg               | 16 202 kg                 | 4318 kg                                                                   |
| Prázdná hmotnost      | 110 kg                                                                                                | 324 kg                | 952 kg                | 1092 kg                  | 952 kg                   | 1092 kg                 | 1114 kg                   | 374 kg                                                                    |
| Doba hoření (sekundy) | 67,7                                                                                                  | 75,6                  | 75,3                  | 69,1                     | 75                       | 68,4                    | 68.4                      | 69,7                                                                      |
| Použit na             | třetích stupních Pegasus, Pegasus XL, Antares, Minotaur-C, čtvrtých stupních Minotaur I a Minotaur IV | druhém stupni Pegasus | prvním stupni Pegasus | prvním stupni Pegasus XL | prvním stupni Minotaur-C | prvním stupni Taurus XL | prvním stupni Taurus Lite | třetím stupni Minotaur, druhém stupni Pegasus XL, Taurus Lite a Taurus XL |